# Sindicato de Prensa Rosario
El Sindicato de Prensa Rosario es la organización que nuclea a los trabajadores de medios de comunicación del sur de la provincia de Santa Fe. Su sede gremial y mutual está ubicada en Juan Manuel de Rosas 958, Rosario. Desde octubre de 2012 cuenta con un Centro de Formación Profesional para la capacitación de trabajadores de industrias culturales, abierto y gratuito, que funciona en Santiago 146 bis.

## Autoridades
Las autoridades del Sindicato de Prensa son:
Secretario General:
Edgardo Néstor Carmona;
Secretaria Adjunta:
Alicia Rosa Simeoni;
Secretario Gremial:
Gustavo Aníbal Conti;
Secretaria de Organización:
Stella Maris Hernández;
Secretaria de Finanzas y Administración:
Liliana Bocchi;
Secretario de Acción Social, Deportes y Turismo:
Carlos José Vicente Brizzio;
Secretario de Interior:
Juan Pablo Sarkissian;
Secretario de Asuntos Profesionales, Capacitación y Cultura:
Juan Carlos Aguzzi;
Secretario de Prensa y Difusión:
Gustavo Ariel Poles;
Secretario de Derechos Humanos:
José María Maggi;
Secretaria de Salud y Seguridad en el Trabajo:
María de los Ángeles Fernández;
Vocales Titulares:
Sergio Miguel Naymark,
Daniel Alberto Schreiner,
Cristian Guido Napal,
Laura Hintze,
Martín Pigazzi,
María Florencia Roveri;
Vocales Suplentes:
Emmanuel Raúl Grecco,
Silvina Salinas,
Luciano Walter Couso,
Matías Leonel Loja García,
Ricardo Robins,
Noelia Laura Sciarratta.